# Hargaon
Hargaon es un pueblo y nagar Panchayat situado en el distrito de Sitapur en el estado de Uttar Pradesh (India). Su población es de 20920 habitantes (2011). 

## Demografía
Según el censo de 2011 la población de Hargaon era de 20920 habitantes, de los cuales 29059 eran hombres y 26721 eran mujeres. Hargaon tiene una tasa media de alfabetización del 75,10%, superior a la media estatal del 67,68%: la alfabetización masculina es del 82,42%, y la alfabetización femenina del 66,90%.